# Њу Маркет (Вирџинија)
Њу Маркет (енгл. New Market) град је у америчкој савезној држави Вирџинија. По попису становништва из 2010. у њему је живело 2.146 становника.

## Демографија
Према попису становништва из 2010. у граду је живело 2.146 становника, што је 509 (31,1%) становника више него 2000. године.
| Група             | 2000.         | 2010.         |
| Белци             | 1.492 (91,1%) | 1.816 (84,6%) |
| Афроамериканци    | 18 (1,1%)     | 33 (1,5%)     |
| Азијати           | 11 (0,7%)     | 9 (0,4%)      |
| Хиспаноамериканци | 114 (7,0%)    | 252 (11,7%)   |
| Укупно            | 1.637         | 2.146         |